# Гримма
Гримма (нем. Grimma) — город в Германии, расположен в земле Саксония на реке Мульде.
Входит в состав района Лейпциг административного округа Лейпциг. Расстояние до города Лейпцига — 30 км.
Населенный пункт основан в 1170 году маркграфом Мейсена Оттоном Богатым. Упоминается с 1220 года. Население составляет 28 819 человек (на 31 декабря 2012 года). Занимает площадь 217,4 км², это четвертый по площади город в Саксонии. С 2008 года является главным городом района (Große Kreisstadt).
Среди достопримечательностей города — здание ратуши, построенное в 1442 году,  школа, основанная в 1550 году курфюрстом Морицем, и королевский замок. Старый каменный мост XVIII века был разрушен наводнением в 2002 году и восстановлен в 2012 году.
А в XIV - XV веках город переживал экономический расцвет, отсюда берёт начало Лейпцигская ярмарка.
Гримма — родина саксонского герцога Альбрехта, родоначальника саксонского королевского дома. Город часто служил местопребыванием маркграфам Мейсена и саксонским курфюрстам. В 1531 г. в городе было заключено так называемое соглашение «Grimmaische Machtspruch», которым были улажены долгие раздоры между обеими саксонскими линиями Веттинов.
Среди известных уроженцев и жителей города — Катарина Саксонская, философ и психолог Георг Мюллер, актер Ульрих Мюэ, педагог Эдуард Вундер. 
с 1946 по 1993 год в Гримме в бывших немецких казармах на Лаузикерштрассе (казармы гусарского полка) и Лейпцигерштрассе (казармы пехотного полка) были расквартированы штаб 20-й гвардейской мотострелковой дивизии и 67-й гвардейский мотострелковый полк из состава ГСВГ.

## Фотографии

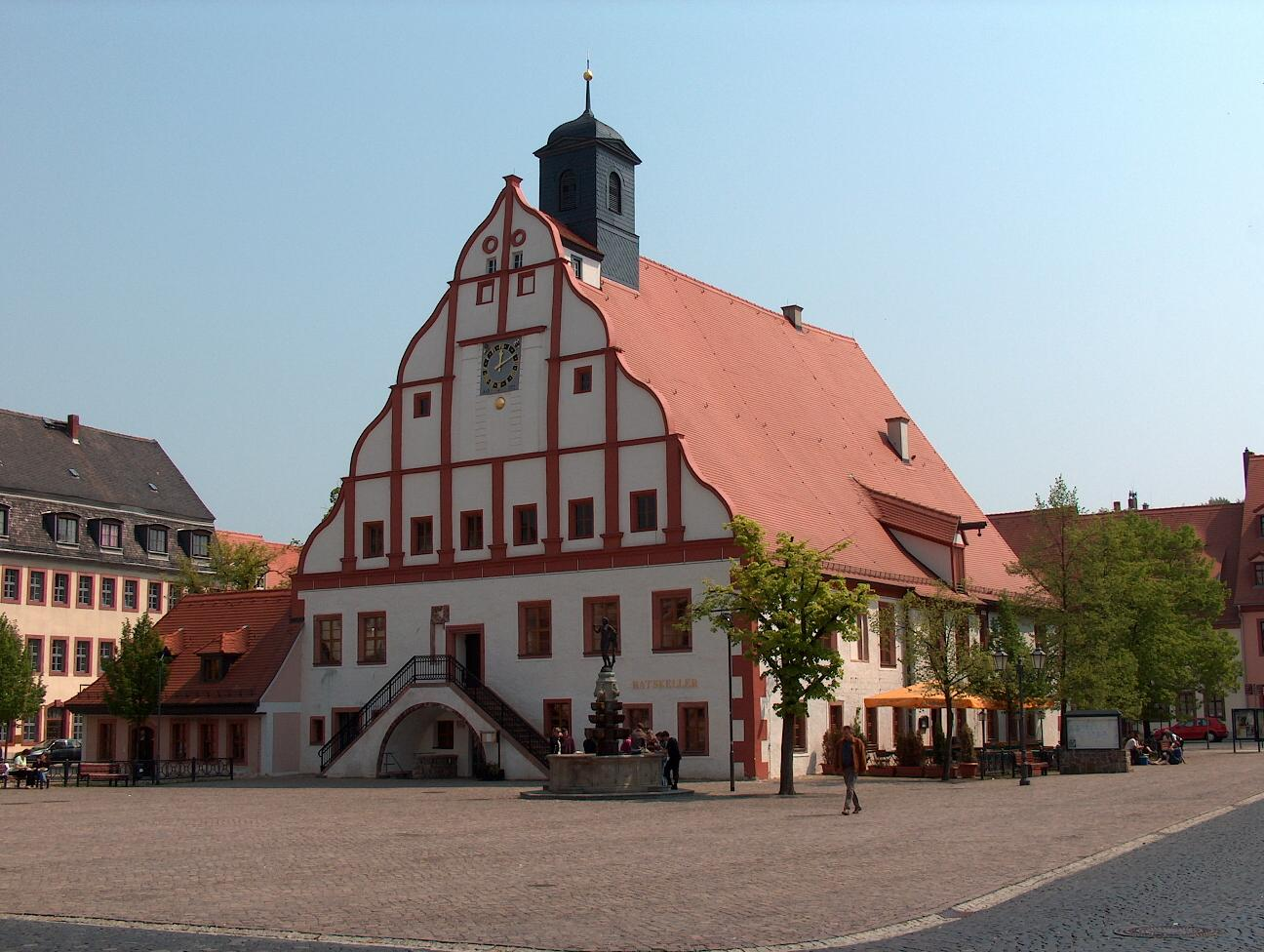
Ратуша
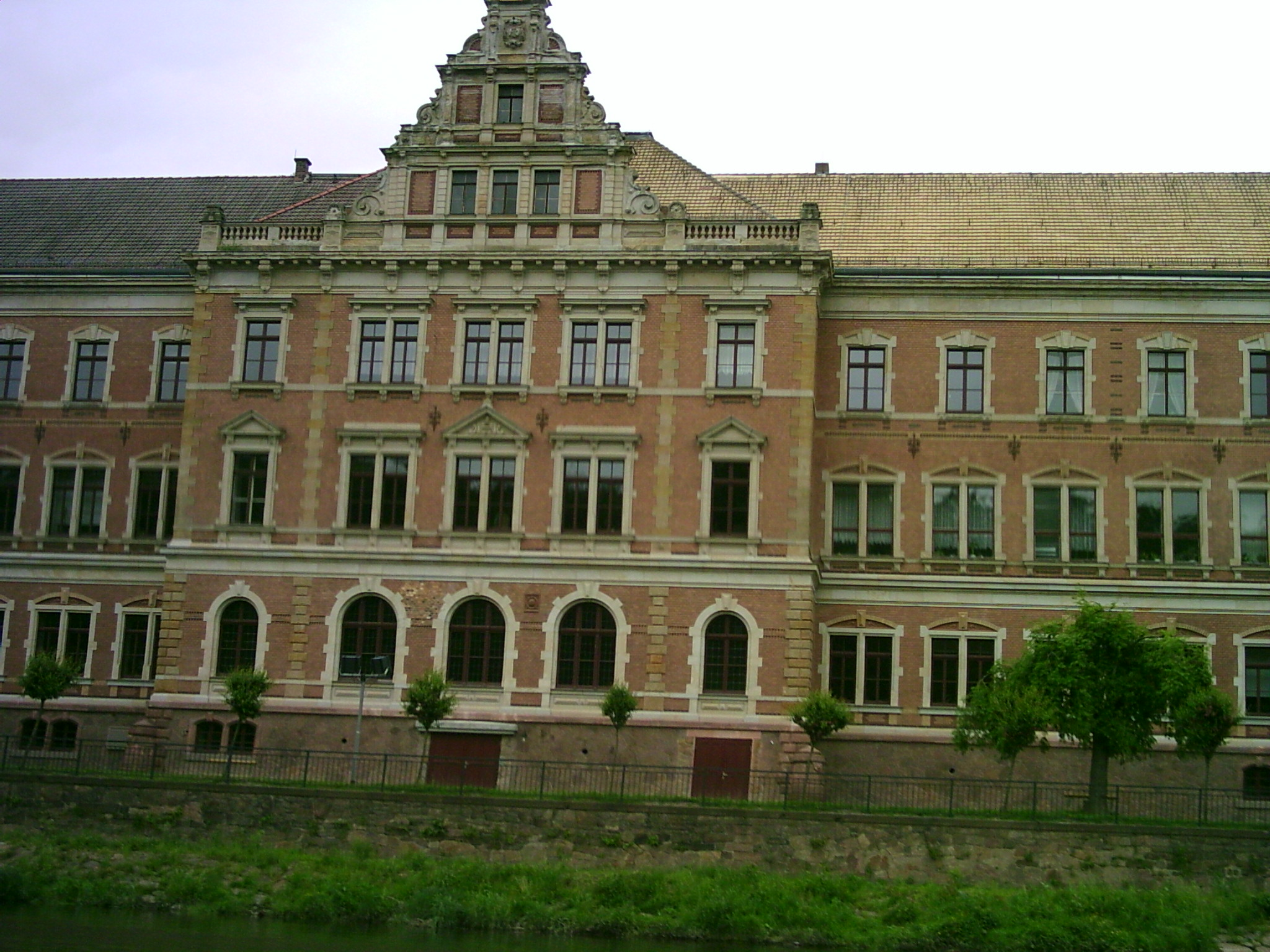
Гимназия св. Августина
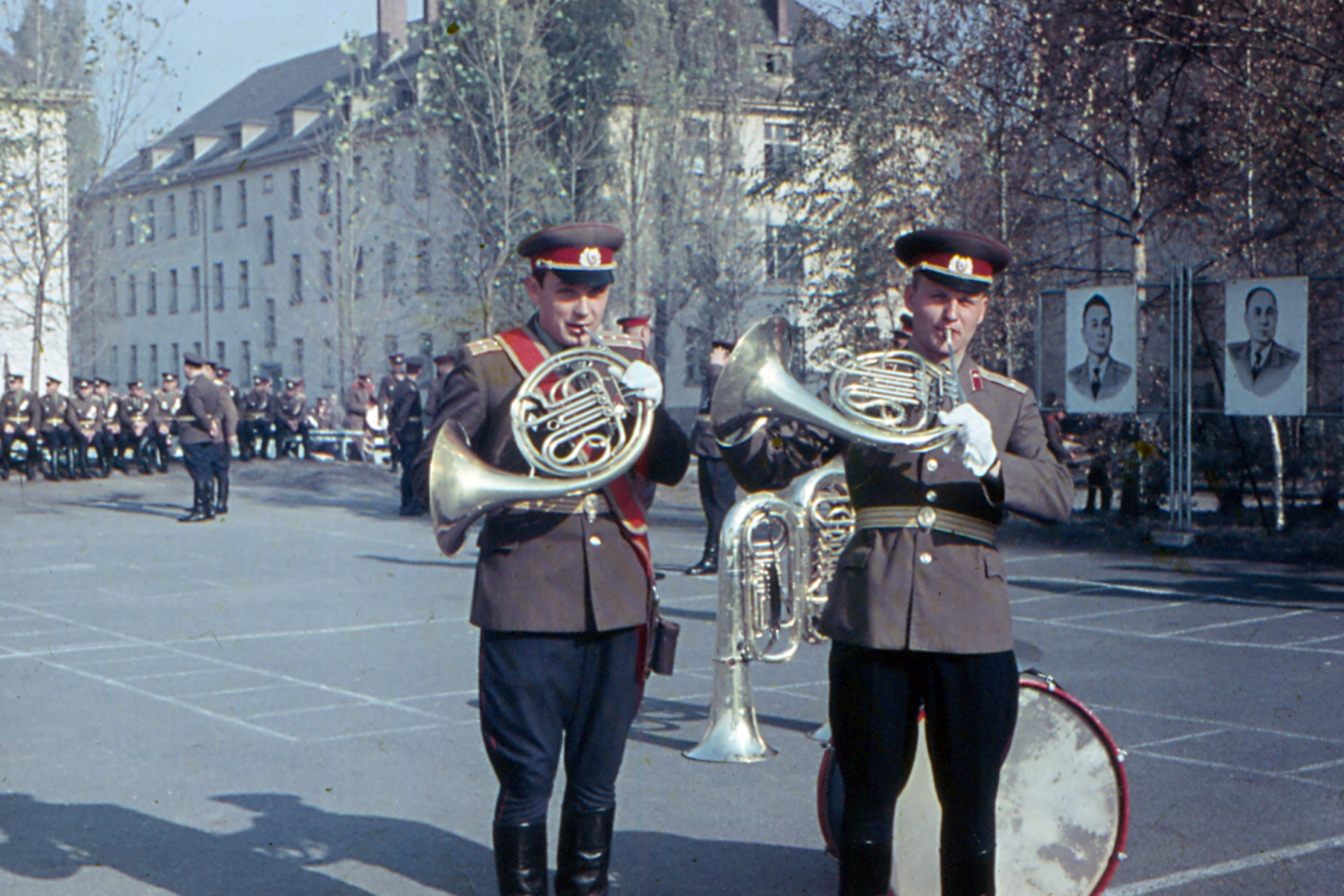
Солдаты ГСВГ в Гримме (1970)
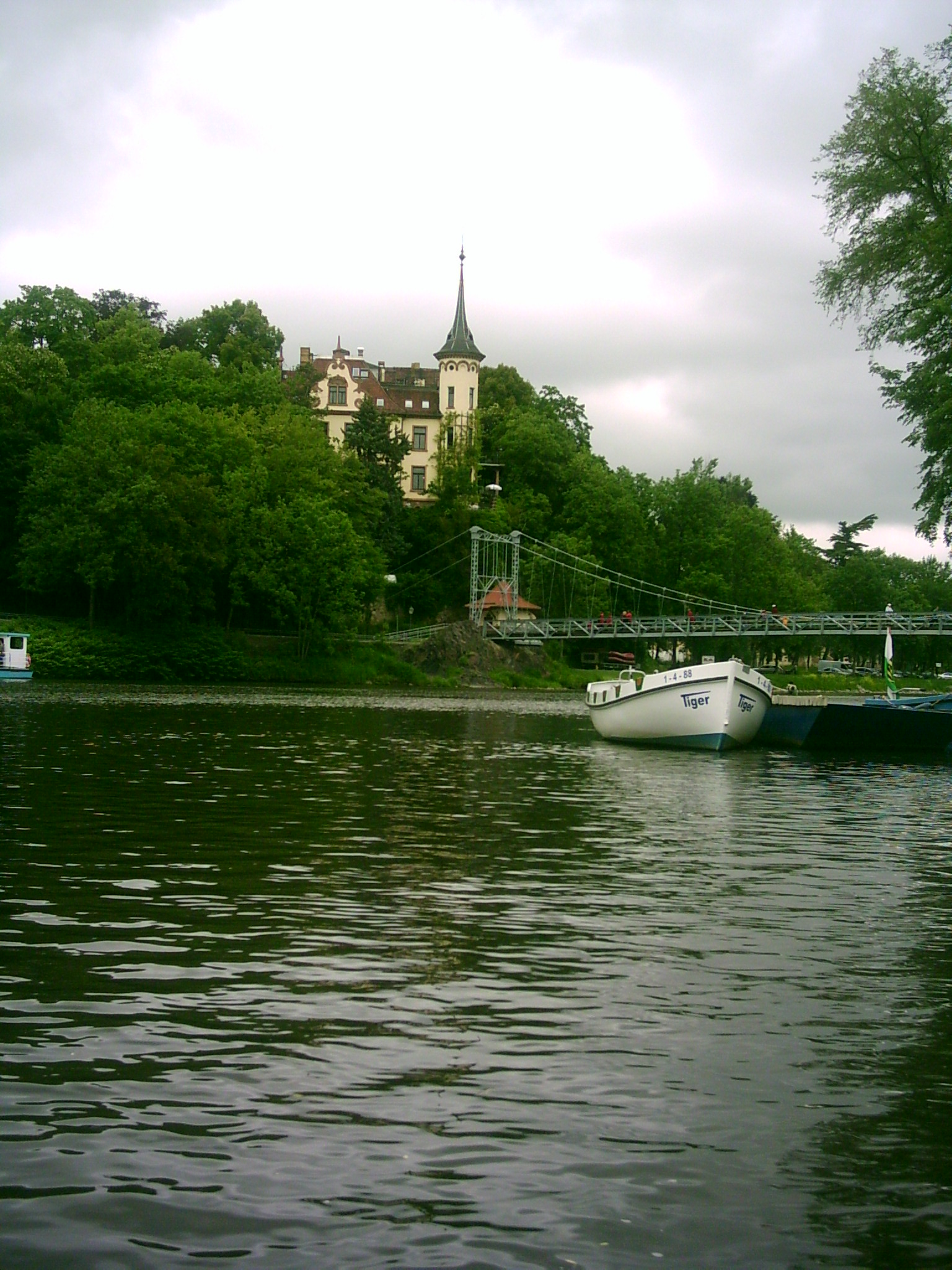
Берег Мульде
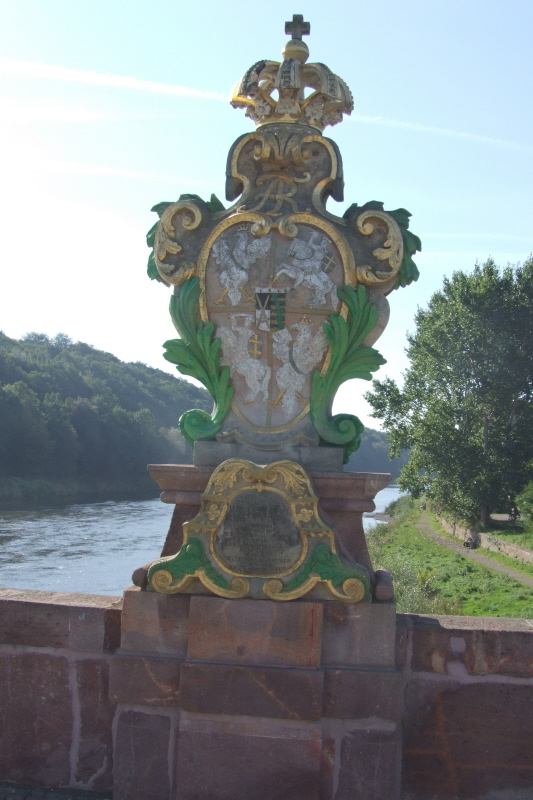
Украшения моста через Мульде
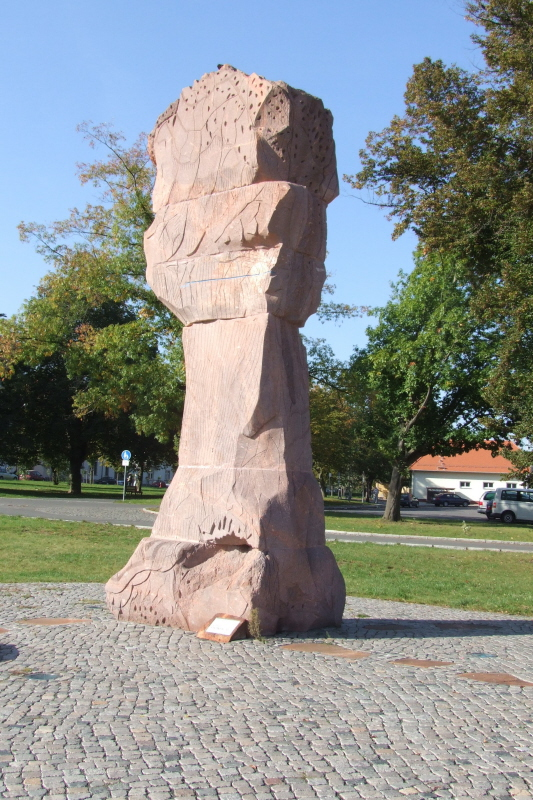
Памятный знак наводнения 2002 года